# Medusa (Six Flags Discovery Kingdom)
Pour les articles homonymes, voir Medusa.
Ne doit pas être confondu avec Medusa (Six Flags Great Adventure).
Medusa sont des montagnes russes sans sol du parc Six Flags Discovery Kingdom, situé à Vallejo, en Californie, aux États-Unis.

## Statistiques
- Trains : 3 trains de 8 wagons, les passagers sont placés à 4 de front par wagon pour un total de 32 passagers.
- Capacité : 1 600 personnes par heure.
- Force g : 4,5 g